# Saint-Césaire
Saint-Césaire ist eine westfranzösische Gemeinde mit 894 Einwohnern (Stand: 1. Januar 2022) im Département Charente-Maritime in der Region Nouvelle-Aquitaine. Sie gehört zum Arrondissement Saintes und ist Mitglied im Gemeindeverband Saintes - Grandes Rives - L’Agglo. Die Einwohner werden Acériens und Acériennes genannt.
In Fachkreisen international bekannt wurde die Gemeinde aufgrund eines 1979 entdeckten, weitgehend vollständigen Neandertaler-Skelettes, genannt Saint-Césaire 1.

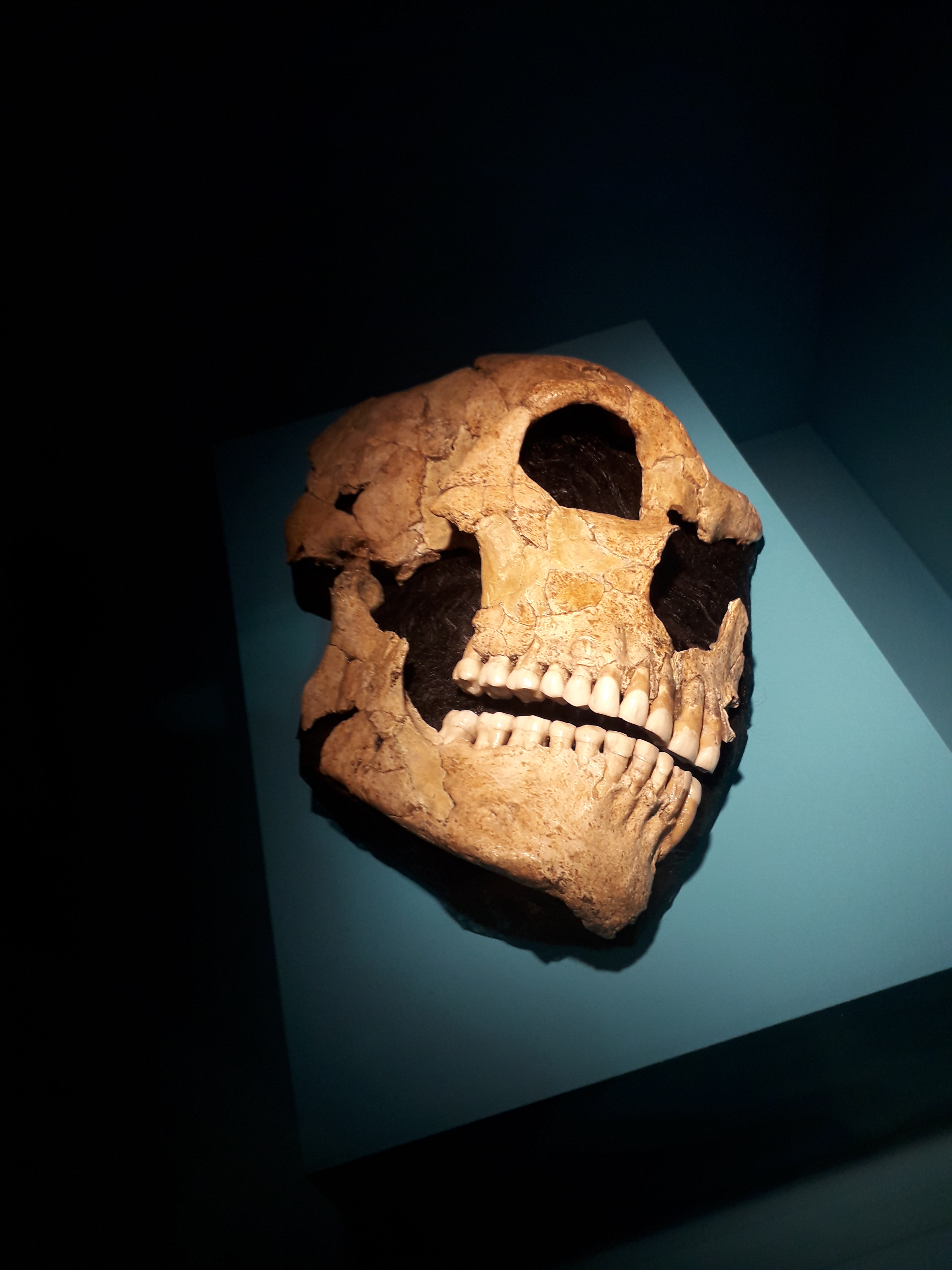
Schädel des Neandertalers

## Geografie

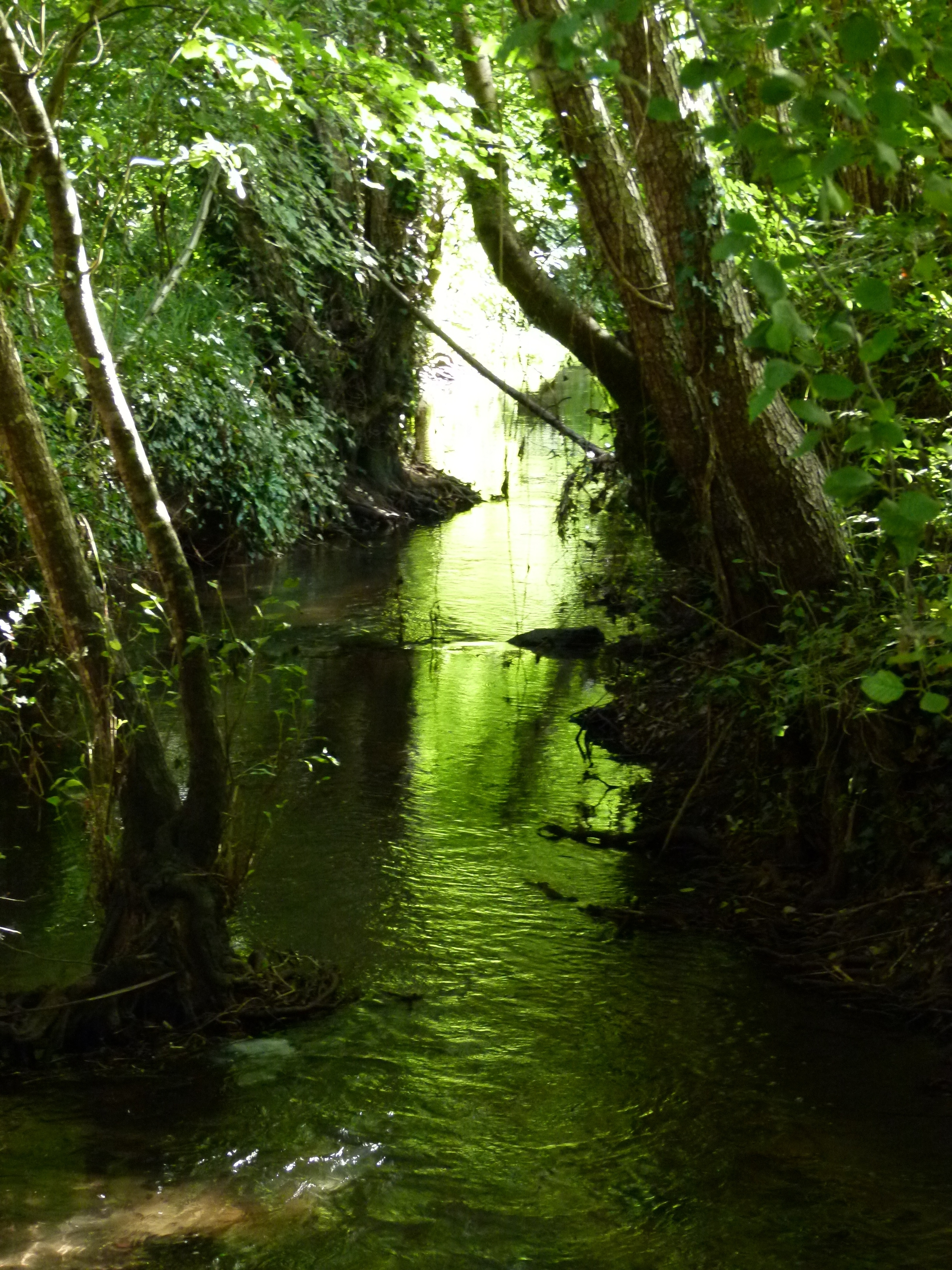
Das Flüsschen Coran bei Saint-Césaire

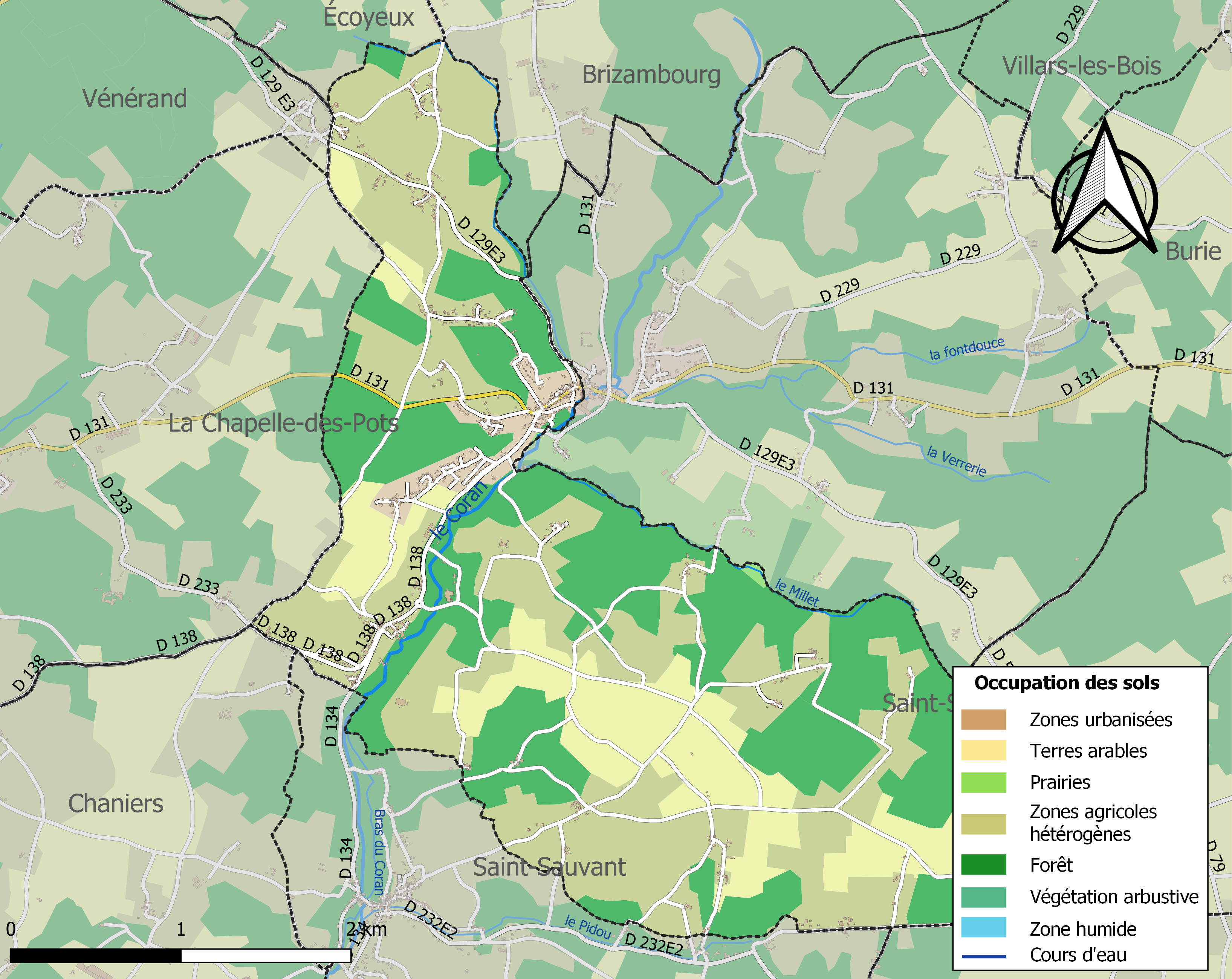
Bodennutzung, Hydrografie und Infrastruktur der Gemeinde (2018)

Saint-Césaire liegt in der ehemaligen Provinz Saintonge, etwa zehn Kilometer östlich von Saintes. Das Gebiet der Gemeinde befindet sich im Einzugsgebiet der Charente und wird von einem ihrer Nebenflüsse, dem Flüsschen Coran, entwässert, das es im westlichen Teil von Nord nach Süd durchströmt. Das Flüsschen Millet begrenzt größtenteils das Gemeindegebiet nach Norden, bevor es in den Coran mündet. Saint-Césaire ist Teil des Natura 2000-Schutzgebiets „Moyenne vallée de la Charente et Seugnes et Coran“ (FR5400472), des Natura 2000-Schutzgebiets „Vallée de la Charente moyenne et Seugnes“ (FR5412005) und von zwei ZNIEFF-Naturgebieten. Knapp 60 % der Fläche der Gemeinde werden landwirtschaftlich genutzt, 37,7 % sind bewaldet, vor allem entlang der Flüsse.
Umgeben wird Saint-Césaire von den Nachbargemeinden Écoyeux im Norden, Brizambourg im Norden und Nordosten, Saint-Bris-des-Bois im Nordosten und Osten, Val-de-Cognac im Osten, Chérac im Südosten, Saint-Sauvant im Süden und Südwesten, Chaniers im Westen und Südwesten, La Chapelle-des-Pots im Westen sowie Vénérand im Nordwesten.

## Bevölkerungsentwicklung
| Jahr                       | 1962 | 1968 | 1975 | 1982 | 1990 | 1999 | 2006 | 2013 | 2020 |
| Einwohner                  | 543  | 619  | 717  | 830  | 858  | 888  | 925  | 918  | 903  |
| Quellen: Cassini und INSEE |      |      |      |      |      |      |      |      |      |

## Sehenswürdigkeiten
- Romanische Kirche Saint-Césaire aus dem 12. Jahrhundert, seit 1913 als Monument historique klassifiziert
- Paläoarchäologische Fundstätte Saint-Césaire

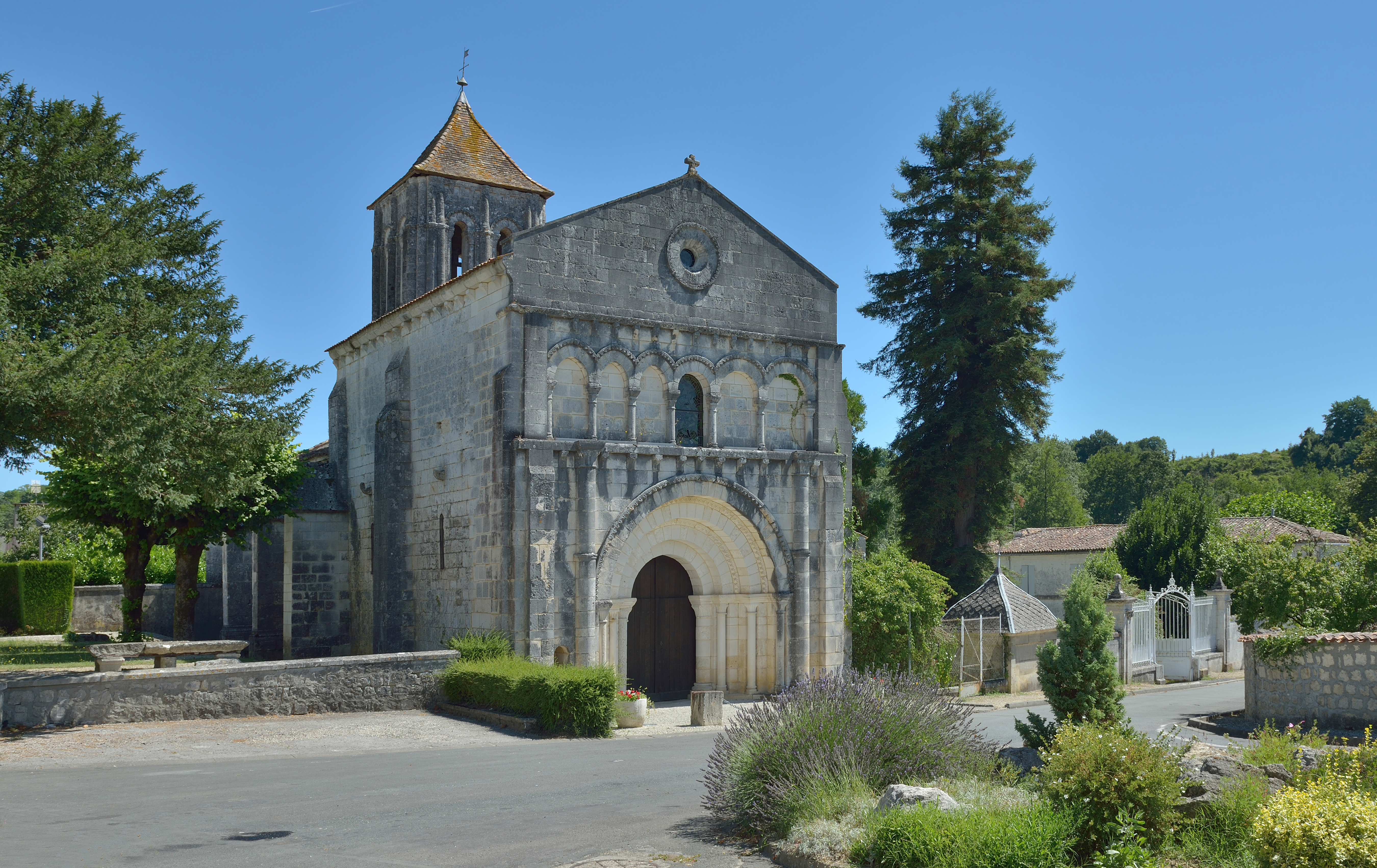
Kirche Saint-Césaire
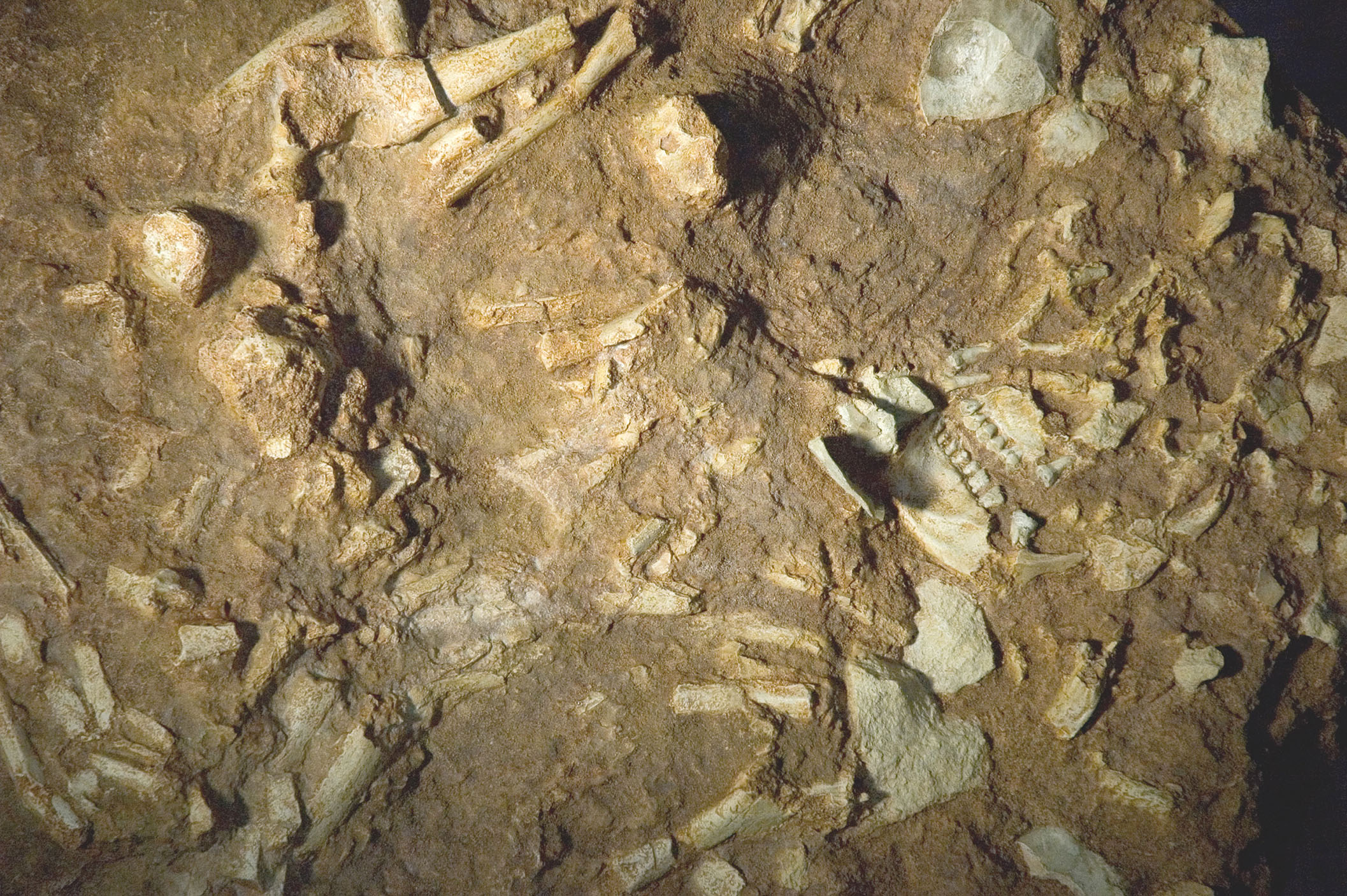
Rekonstition des Skeletts „Pierrette“ in der paläoarchäologischen Fundstätte